# 천국에서의 5분간
천국에서의 5분간(Five Minutes Of Heaven)은 아일랜드에서 제작된 올리버 히르비겔 감독의 2009년 범죄, 드라마, 스릴러 영화이다. 리암 니슨 등이 주연으로 출연하였고 이오인 오캘러갠 등이 제작에 참여하였다.

## 출연

### 주연
- 리암 니슨
- 제임스 네스빗
- 아나마리아 마린카

### 조연
- 마크 라이더
- 다이아무이드 노에스
- 니암 쿠삭
- 매튜 매켈리니
- 코너 맥닐
- 폴 가렛
- 케빈 오닐
- 제라드 조던
- 폴라 맥페트리지
- 게리 도허티
- 루크 오렐리
- 루크 맥이보이
- 아이옵헨 비들
- 루스 매튜슨
- 캐롤 무어
- 베리 맥이보이
- 리처드 오어
- 리처드 도머
- 폴린 휴튼
- 앤드리아 어빈
- 케이티 글리드힐
- 폴 케네디
- 줄리엣 크로포드
- 조나단 하든
- 레러 로디
- 다니엘 맥클린
- 엠마 닐
- 스텔라 맥커스커
- 엠버 오도허티
- 루이스 롤스톤
- 라이언 막파랜드

## 제작진
- 라인프로듀서: 마샬 리비튼
- 협력프로듀서: 돈 뮬란
- 미술: 마크 로리
- 의상: 매기 도넬리
- 배역: 조지아 심슨